# Wsewolod Michailowitsch Sibirzew

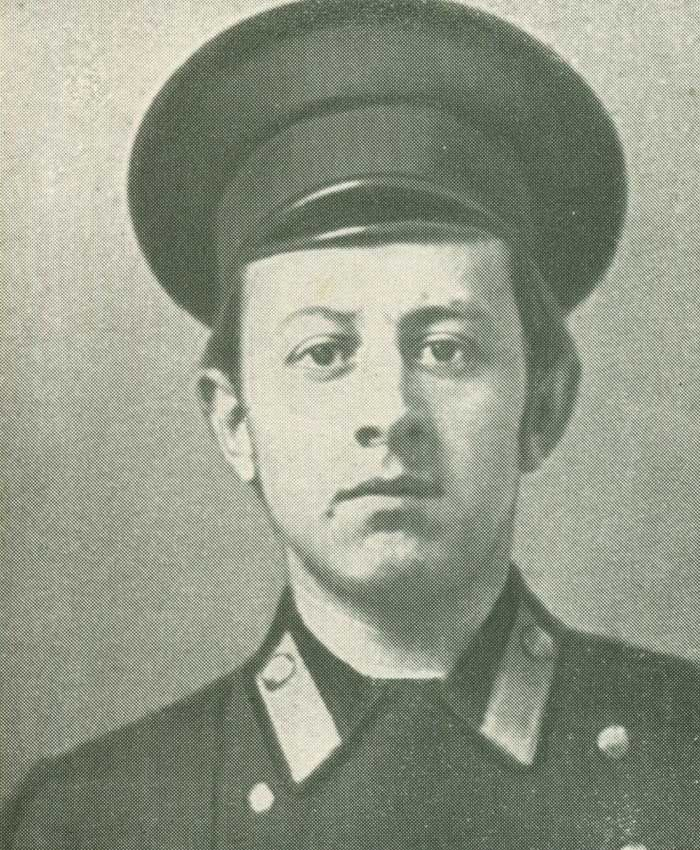
Wsewolod Sibirzew

Wsewolod Michailowitsch Sibirzew (russisch Всеволод Михайлович Сибирцев, * 18. Julijul. / 30. Juli 1893greg. in Sankt Petersburg; † Mai 1920) war ein russischer Revolutionär.

## Leben
Sibirzew wurde 1913 Mitglied der Bolschewiki. Er nahm 1917 in Petrograd am bewaffneten Oktoberaufstand teil. 1918/19 war er in Wladiwostok für die Partei aktiv. Als Mitglied des Kriegsrates der Region Primorje wurde er am 5. April 1920 von japanischen Interventen gefangen genommen und im Mai zusammen mit Sergei Laso und Alexei Luzki getötet.